# Jüdischer Friedhof (Mondorf)

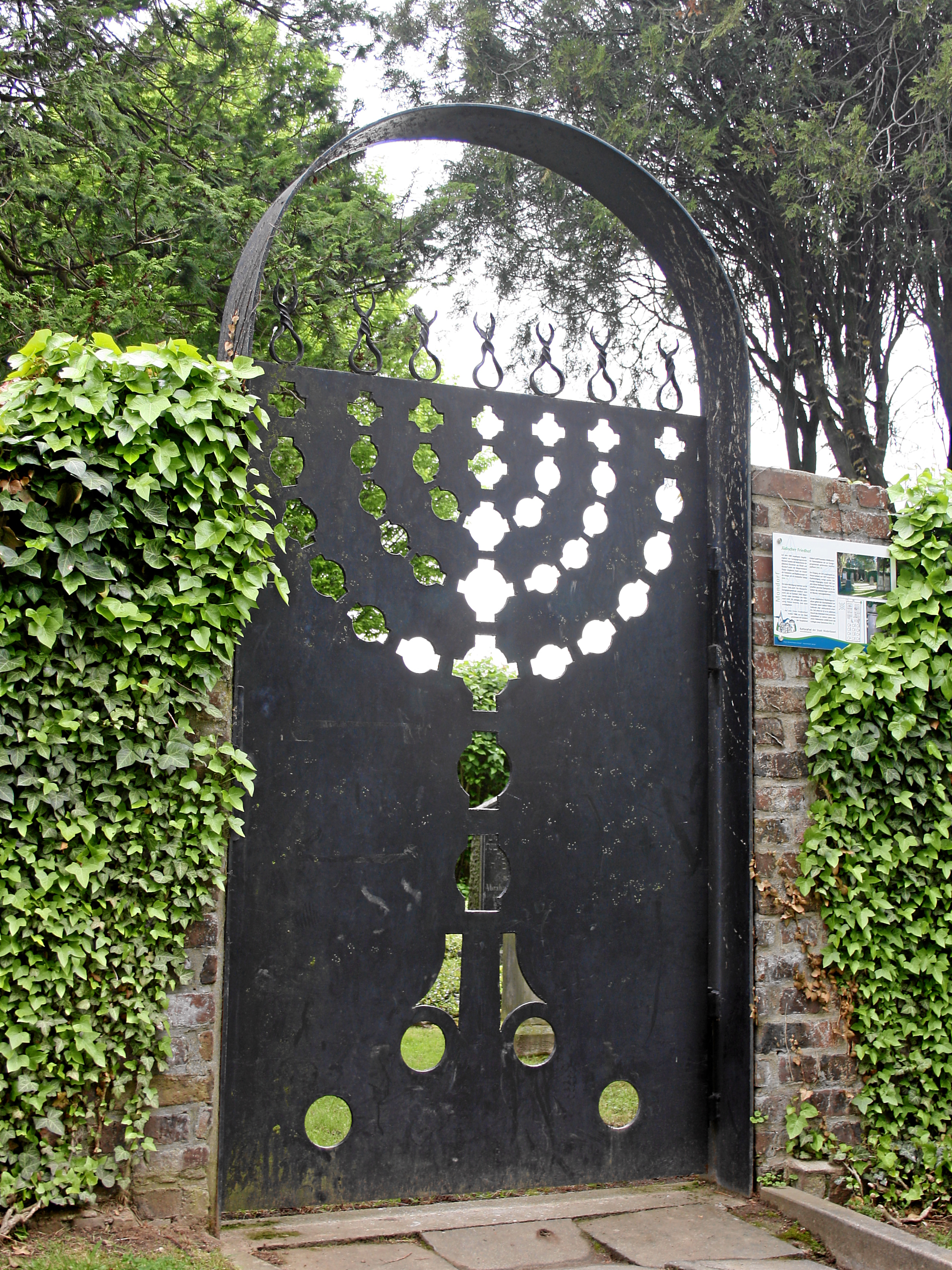
Eingang zum jüdischen Friedhof in Mondorf

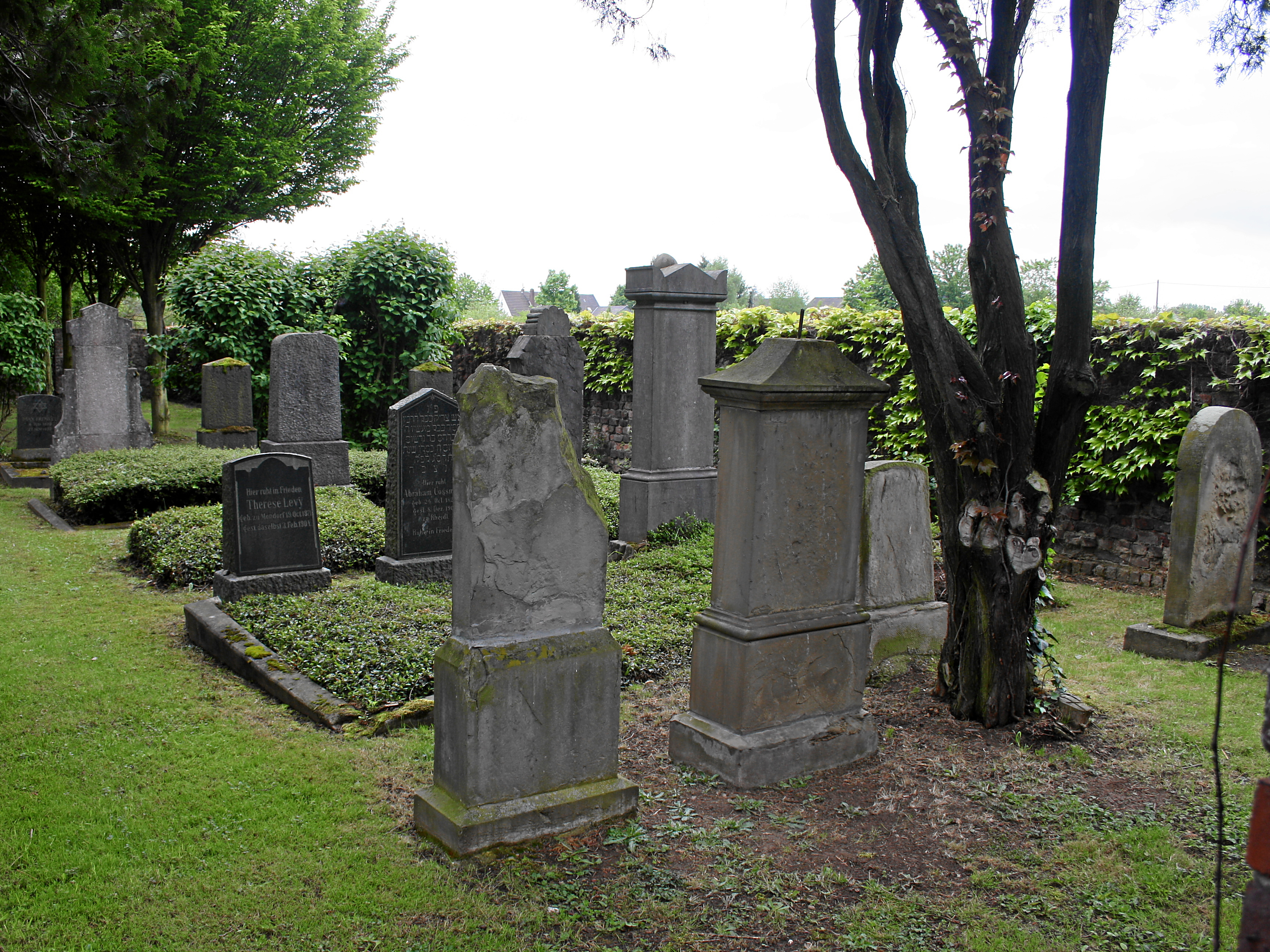
Ansicht des Friedhofs

Der Jüdische Friedhof Mondorf ist eine 1883 angelegte, seit 1940 letztmals genutzte Begräbnisstätte in Mondorf, einem heutigen  Stadtteil von Niederkassel im Rhein-Sieg-Kreis in Nordrhein-Westfalen. Der Friedhof liegt an der Lerchenstraße, in der Nähe des Bergheimer Gewerbegebietes.

## Geschichte
Der Friedhof wurde 1883 angelegt und ist von einer Backsteinmauer umgeben. Der heutige Eingang an der Ostseite ist mit einem Stahltor versehen, das 1981 von dem Kölner Bildhauer Rudolf Peer gestaltet wurde. Es zeigt eine in das Tor eingeschnittene Menora.
Der Friedhof hat  eine Fläche von 465 m². Heute sind noch 46 Grabsteine vorhanden. Der älteste Grabstein ist von 1891 und die letzte Bestattung war am 28. Januar 1940.